# 红潮风暴
《红潮风暴》（英語：Crimson Tide），又译《核艇风暴》，是一部1995年上映、以冷战时期为背景的美国电影，由托尼·斯科特执导，唐·辛普森和杰瑞·布鲁克海默擔任制片。两位得過奧斯卡獎的男演员金·哈克曼和丹泽尔·华盛顿分别扮演美国海军俄亥俄级核潜艇阿拉巴马号的舰长和副舰长。故事背景是一伙俄罗斯军事极端分子发动政变并控制了一个核导弹发射架，威胁如果美国或俄罗斯任何一方胆敢强攻，就将对美国或日本发动核打击并引发核战争。而故事情节的主体则是描述阿拉巴马号艇长和副艇长间对是否应发射核弹进行打击所持的不同意见，以及随之而来的反复争斗等严重冲突。
影片上映后在商业和专业评价两方面都获得了成功，全球票房收入超过1.57亿美元，相当于预算的3倍，并在第68届学院奖角逐中获剪辑、音效、音效剪辑3项提名。为影片谱曲的汉斯·季默也因雄壮激昂的主题音乐获得了一座格莱美奖。

## 剧情
苏联解体后，一伙军事极端分子发动政变并控制了一座核彈基地，美國與俄羅斯只要任何一方膽敢搶攻，美國與俄羅斯都有相互保證毀滅與毀滅敵方盟軍的能力。
美國海軍-俄亥俄级核潜艇阿拉巴马号接到指令出海，以便在万不得以的情况下可以先发制人，舰长弗兰克·拉姆齐（Frank Ramsey，金·哈克曼饰）是美国海军少有的几位拥有实战经验的指挥官之一，而罗恩·亨特（Ron Hunter，丹泽尔·华盛顿饰）少校则担任他的副手。罗恩接受过大量军事历史和战术方面的教育，但没有过任何实战经验。
正副两位舰长由于性格和行事风格完全相反，前者更加强硬和冲动，而后者则更加谨慎并注重分析。阿拉巴马号出海后，两人虽然在很多问题上看法不一致，但总体关系还算正常。可是几天后，他们收到了指挥部发来的紧急行动指令，要求艇上发射核弹。但是由于潜艇这时受到了一艇俄国叛军潜艇的攻击，因此正当其接受到另一份紧急行动指令时与外界的通讯联系就中断了，通讯设备也严重受损。
根据相关章程，核武器的启动和发射必须要有舰长、副舰长的一致同意，因此这时两人发生了严重的冲突，拉姆齐坚持要发射核弹，表示已有命令在手，另一份命令并没有收到所以不需要考虑。而亨特则认为核武器发射事关重大，必须在确定另外一份命令的内容后才能做决定。之后由于舰长要求强行将副舰长撤职，副舰长于是引用海军法相关章程反过来解除了舰长的职位。
但是，舰长戎马一生，德高望重。他被撤换引来了许多人的不满，他们决心通过叛乱，恢复舰长的指挥权。于是在这艘满载核弹头的潜艇上，海底下的“叛舰喋血记”正式地拉开了序幕......

## 演员
- 金·哈克曼 饰 弗兰克·拉姆齐上校，艦長
- 丹泽尔·华盛顿 饰 罗恩·亨特少校，副艦長
- 詹姆斯·甘多菲尼 饰 巴比·道格提（Bobby Dougherty）上尉，補給官
- 马特·克拉文（英语：Matt Craven） 饰 罗伊·齐默（Roy Zimmer）上尉，通信官
- 维果·莫腾森 饰 彼得·英斯（Peter Ince）上尉，武器官
- 洛奇·卡罗尔（英语：Rocky Carroll） 饰 达里克·韦斯特加德（Darik Westergard）上尉，作戰官
- 丹尼·努齐 饰 丹尼·瑞威蒂（Danny Rivetti）士官，聲納員
- 史蒂夫·茨恩 饰 威廉·巴恩斯（William Barnes）士兵
- 杰森·罗巴兹 饰 安德森（Anderson）少将，调查委员会主席（未列名）

## 制作花絮

### 配乐
汉斯·季默为影片谱写的配乐采用了管弦乐、人声合唱及电子合成的音效，具体的演奏由哈利·葛瑞森-威廉斯指挥。最终获得了一座格莱美奖，汉斯也表示这是他个人最喜欢的作品。

### 剧本及拍攝過程
影片的剧本中还有昆汀·塔伦蒂诺的一份贡献（但他的名字没有列在主创人员名单上），其中大部分是一些带有流行元素的台词内容。
主體拍攝於1994年8月15日開始，於洛杉矶和华盛顿哥伦比亚特区進行製作。
美国海军对影片剧本中的许多内容表示了反对，特别是其中核潜艇上的叛变行为。因此，《红潮风暴》是在没有得到海军协助的情况下制作完成。片中出现的相关镜头实际上是由法国海军的福煦号航空母舰和凯旋级核潜艇协助拍摄。

## 反响

### 票房收入
《紅潮風暴》在美國上映首周即登上了票房榜冠軍的位置，達1,860萬美元，最終，影片在美國本土獲得9,100萬美元的票房，並在其他國家收入6,600萬美元，總計票房收入為1億5,730萬美元。

### 专业评价
影片上映后收到了较为正面的评价。根据烂蕃茄上收集的46位专业评论文章，其好评度为87%，平均得分7.5分（满分10分），许多评论家赞扬了两位男主角的表演，和影片故事氛围的良好把握。
《芝加哥太阳报》知名影评人罗杰·埃伯特写道：这是那种不但观众观看时会感到精彩，而且离开电影院后还会谈论其中内容的少數战争片。”《旧金山纪事报》的米克·拉萨尔也写道，“《红潮风暴》中拥有任何你会希望一部动作惊悚片拥有的元素，而且还会有许多让你意外的的惊喜。”《娱乐周刊》的欧文·格雷伯曼则认为“让《红潮风暴》脱颖而出是……世界末日可能随时会降临，但真正吸引我们的却仍然是两位演员精彩纷呈的表演。”
不过，《纽约时报》的简妮特·玛丝琳批评影片将对世界末日的恐惧表现得非常肤浅，她指出“影片中的主要兴奋点居然来自于（会造成巨大伤害的）导弹和爆炸”，并且“没有别的任何内容可能提供类似的兴奋感”。

### 奖项
《红潮风暴》获得了第68届奧斯卡金像獎剪辑、音效、音效剪辑3项提名。